# 循環型社会形成推進基本計画
循環型社会形成推進基本計画（じゅんかんがたしゃかいけいせいすいしんきほんけいかく）は、循環型社会形成推進基本法15条に基づき、政府が定める計画。
循環型社会形成推進基本法は、循環型社会の形成に関する施策の総合的かつ計画的な推進を図ることを目的としている。循環型社会形成推進計画は、同法で定められた基本的な考え方と各個別施策との橋渡し役として、循環型社会の形成に関する施策の総合的、計画的な推進のための中心的な仕組みとなるものとされる。
循環型社会形成推進基本法15条7項において、本計画の見直しは、おおむね5年ごとに行うものと定められている。

## 内容
平成15年（2003年）に第一次循環型社会形成推進基本計画が策定されて以来、2025年現在までに4度の見直しが行われている。2025年時点の現行計画は、令和6年（2024年）8月に閣議決定された第五次循環型社会形成推進基本計画である。

### 第一次循環型社会形成推進基本計画（平成15年3月14日閣議決定）
本計画は6章から構成されている。第1章では現状と課題が述べられ、第2章では循環型社会の具体的なイメージが提示される。第3章では、循環型社会形成に向けた、物質フロー指標に関する数値目標が示される。具体的数値は以下の通り。
- 資源生産性[注釈 1]：平成22年度において約39万円／トンとする（平成12年度より約4割向上）
- 循環利用率[注釈 2]：平成22年度において約14%とする（平成12年度より約4割向上）
- 最終処分量[注釈 3]：平成22年度において約28百万トンとする（平成12年度から概ね半減）

### 第四次循環型社会形成推進基本計画（平成30年6月19日閣議決定）
この計画では、環境的側面、経済的側面及び社会的側面の統合的向上を掲げた上で、重要な方向性として、(1)地域循環共生圏形成による地域活性化、(2)ライフサイクル全体での徹底的な資源循環、(3)適正処理の更なる推進と環境再生
などを掲げ、その実現に向けて概ね2025年までに国が講ずべき施策を示している。

### 第四次循環型社会形成推進基本計画（令和6年8月2日閣議決定）
2024年8月2日、日本政府は閣議で、廃棄物削減やリサイクル推進などに向けた「第5次循環型社会形成推進基本計画」を決定した。資源を有効活用し、成長の好循環を生む「循環経済（サーキュラーエコノミー）」への移行を目指す方針を初めて明記。「国家戦略として関係者が一丸となって取り組むべき重要な政策課題」と強調した。